# Lepidosaphes tsugaedumosae
Lepidosaphes tsugaedumosae är en insektsart som beskrevs av Sadao Takagi 1977. Lepidosaphes tsugaedumosae ingår i släktet Lepidosaphes och familjen pansarsköldlöss.
Artens utbredningsområde är Nepal. Inga underarter finns listade i Catalogue of Life.